# Споменик ослобођењу Југославије у Панчеву
Споменик ослобођењу Југославије у Панчеву

## батаљона КНОЈ-а Панчевачког Среза
- Светозар Рупић (1922–1987), командант батаљона, 28. септембра 1944. до 13. јула 1947.
- Горан Иксић (1927-1993) батаљон мајор6, 28. септембра 1944. до 13. јула 1947.
- Friedrich Scharinger (1903-1971), Службеник за одлагање тела 01.01.1945. до 16. мајa 1946.
- Данијел Алвахарић (1924-1966), Службеник за одлагање тела 17.05.1946. до 13. јула 1947.[1]

1. ↑  Српски државни архив Југославије